# Mike Schmitz (Geistlicher)
Mike Schmitz (* 14. Dezember 1974 in den USA) ist ein amerikanischer, römisch-katholischer Priester, Autor und Redner, der durch seine Internetpräsenz und YouTube-Videos bekannt wurde.

## Leben
Obwohl Schmitz mit seinen fünf Geschwistern in einer katholischen Familie aufgewachsen war, stand er dem Katholizismus bis zu einer spirituellen Erfahrung während einer Beichte im Alter von fünfzehn Jahren weitgehend gleichgültig gegenüber. Nach seinem Entschluss, Priester zu werden und dem Eintritt in das Seminary of Saint Paul, empfing er am 6. Juni 2003 von Dennis Marion Schnurr für das Bistum Duluth die Priesterweihe. Schmitz leitet die Kinder- und Jugendpastoral seiner Diözese und ist Kaplan am Newman Center der University of Minnesota Duluth. Seit 2015 publiziert Schmitz über Ascension Presents Videobeiträge, die kulturelle und gesellschaftliche Fragen aus katholischer Perspektive beleuchten. Schmitz hält regelmäßig Vorträge auf den Steubenville Konferenzen der Franciscan University of Steubenville.

## PodcastBible in a Year
Am 1. Januar 2021 startete Mike Schmitz – in Zusammenarbeit mit Ascension Press und dem Theologen Jeff Cavins – einen neuen Podcast: Bible in a Year Podcast, in dem er innerhalb eines Jahres die ganze Bibel in 365 täglichen Episoden vorliest, jeweils mit einem kurzen Kommentar. Der Podcast landete innerhalb von Tagen auf der Nummer 1 der Apple Podcasts (alle Themen).

## PodcastCatechism in a Year
Als Nachfolgeprojekt des Podcasts Bible in a Year entwickelte Mike Schmitz, erneut in Zusammenarbeit mit der katholischen Verlags- und Medienplattform Ascension Press, den Podcast Catechism in a Year, dessen erste Folge am 1. Januar 2023 veröffentlicht wurde. Einem ähnlichen Konzept folgend, liest Mike Schmitz ein Jahr lang in den täglich veröffentlichten, ca. 20-minütigen Episoden abschnittsweise aus dem Katechismus der Katholischen Kirche vor und fügt erläuternde Kommentare hinzu.

## Veröffentlichungen (Auswahl)
- Made for love. Same-sex attractions and the Catholic Church. Ignatius Press, San Francisco, CA 2017, ISBN 978-1-62164-219-0 (englisch).
- How to Make Great Decisions. Wellspring, 2019, ISBN 978-1-63582-066-9 (englisch).
- A World Undone: Finding God When Life Doesn't Make Sense. Word Among Us Press, 2020, ISBN 978-1-59325-599-2 (englisch).
- Mit Fr. Josh Johnson: Pocket Guide to the Sacrament of Reconciliation. Ascension Press, 2021, ISBN 978-1-950784-55-4 (englisch).
- Mit Jeff Cavins, Lavinia Spirito: The Bible in a Year Companion. 3 Bände. Ascension Press, 2021, ISBN 978-1-950784-99-8 (englisch).
- Untroubled by the Unknown: Trusting God in Every Moment. Ascension Press, 2021, ISBN 978-1-950784-97-4 (englisch).
- It's Personal: Cultivating Your Relationship with God. Ascension Press, 2021, ISBN 978-1-950784-96-7 (englisch).
- Are You Saved? The Catholic Understanding of Salvation. Ascension Press, 2021, ISBN 978-1-950784-98-1 (englisch).